# Морано Нуово (Терни)
Морано Нуово је насеље у Италији у округу Терни, региону Умбрија.
Према процени из 2011. у насељу је живело 234 становника. Насеље се налази на надморској висини од 258 м.